# Francesc Tàpies i Torres
Francesc Tàpies Torres (Oliana, juliol del 1898 - Tarragona, 1977?) va ser un músic i sacerdot català, mestre de capella de la Catedral de Tarragona.

## Biografia
El 1920 va ser el Mestre de capella més jove de l'Estat espanyol a Lugo. El 1924 es traslladaria a Roma on es va diplomar en música sacra. Més tard estudià a París de la mà del mestre Bonnet. Enyorat per Catalunya va presentar-se a les oposicions per ser Mestre de Capell' de la Catedral de Tarragona. Les va aprovar.

## Llegat a Tarragona
El 1931, Tàpies va fundà el Conservatori de Tarragona, que arribaria a ser una filial del Liceu de Barcelona. Després de la Guerra Civil, el 1941 va ser designat canonge de la Santa Església de la Catedral, Metropolitana i Primada. Durant tot aquest temps va ser director del conservatori de Tarragona, càrrec que abandonaria a finals del 1974 per problemes de salud.

## Últims anys
Durant els seus últims anys de vida va dirigir el Cor Parroquial de Constantí, que en honor del patró d'aquesta ciutat va compondre una celebrada Missa per a cor i orgue.

## Obra
Tarragona va ser escenari de les estrenes de les obres més conegudes de Tàpies Torres, així com Pontificial de flames el gener de 1960 i dirigit pel mestre Eduard Toldrà o Pau, herald de crist al gener del 1964, ambdós amb lletres de Mossén Melendres. Va viure fins a la seva mort a la casa número 24 del carrer Estanislau Figueres.